# Little Richard’s Greatest Hits Recorded Live
«Little Richard’s Greatest Hits Recorded Live» — двенадцатый альбом американского певца Литла Ричарда, вышедший в 1967 году.

## Об альбоме
Little Richard’s Greatest Hits Recorded Live его вторая концертная долгоиграющая пластинка. За три года (1964—1967) Литл Ричард сменил пять лейблов, для каждого перезаписывая, в большинстве своём, свои старые хиты — либо в студии, либо во время концертных выступлений. Данная пластинка была записана 25 января 1967 года в клубе «Okeh» в Голливуде.

## Список композиций
Сторона А
1. Lucille
2. The Girl Can’t Help It
3. Tutti Frutti
4. Send Me Some Lovin’
5. Long Tall Sally
6. Get Down With It

Сторона Б
1. True, Fine Mama
2. Jenny Jenny
3. Good Golly Miss Molly
4. Whole Lotta Shakin’ Goin’ On
5. Baby, What Do You Want Me to Do?*
6. Don’t Fight It*

- [*] отмечены песни, названия которых были неправильно напечатаны на обложке.